# Tornau vor der Heide
Tornau vor der Heide là một đô thị thuộc huyện Anhalt-Bitterfeld, bang Saxony-Anhalt, Đức.